# Kelly Kretschman
Kelly Kretschman (Indian Harbour Beach, 26 août 1979 - ) est une joueuse de softball américaine. Elle remporta en 2004, une médaille d'or en softball aux Jeux olympiques de Pékin puis en 2008, où elle remporta une médaille d'argent avec l'équipe américaine de softball.